# Wheaton College (Illinois)
Pour les articles homonymes, voir Wheaton College.
Wheaton College est une université d'arts libéraux chrétienne évangélique privée. Elle se trouve à Wheaton, une banlieue située 25 miles (40 km) à l'ouest de Chicago.

## Historique
Wheaton College a été fondé en 1853 sous le nom d’Illinois Institute par un groupe de méthodistes. Il a pris son nom actuel en 1860. Cette même année, le pasteur abolitionniste Jonathan Blanchard (en) est le premier président du collège.

## Anciens élèves notables
- Wes Craven, cinéaste américain,
- Bart D. Ehrman, Professeur d'Études Religieuses à l'Université de Caroline du Nord à Chapel Hill
- Jim Elliot, missionnaire chrétien
- Billy Graham, prédicateur

## Galerie

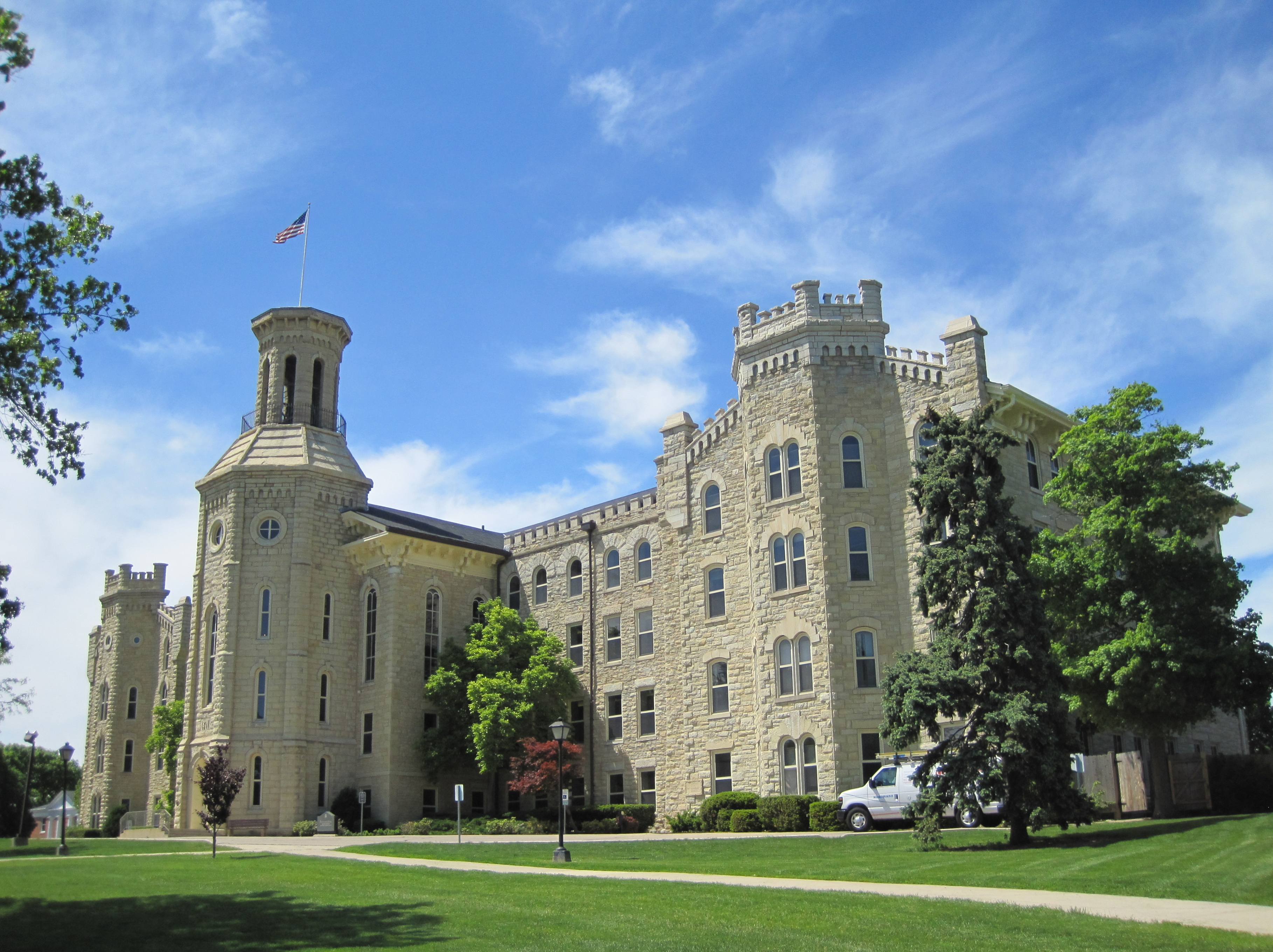
Blanchard Hall
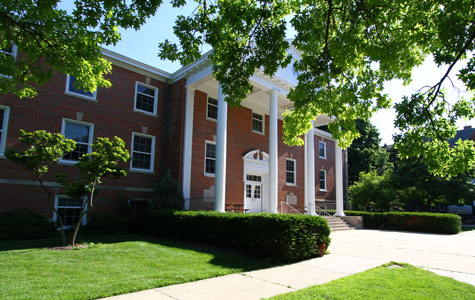
Memorial Student Center
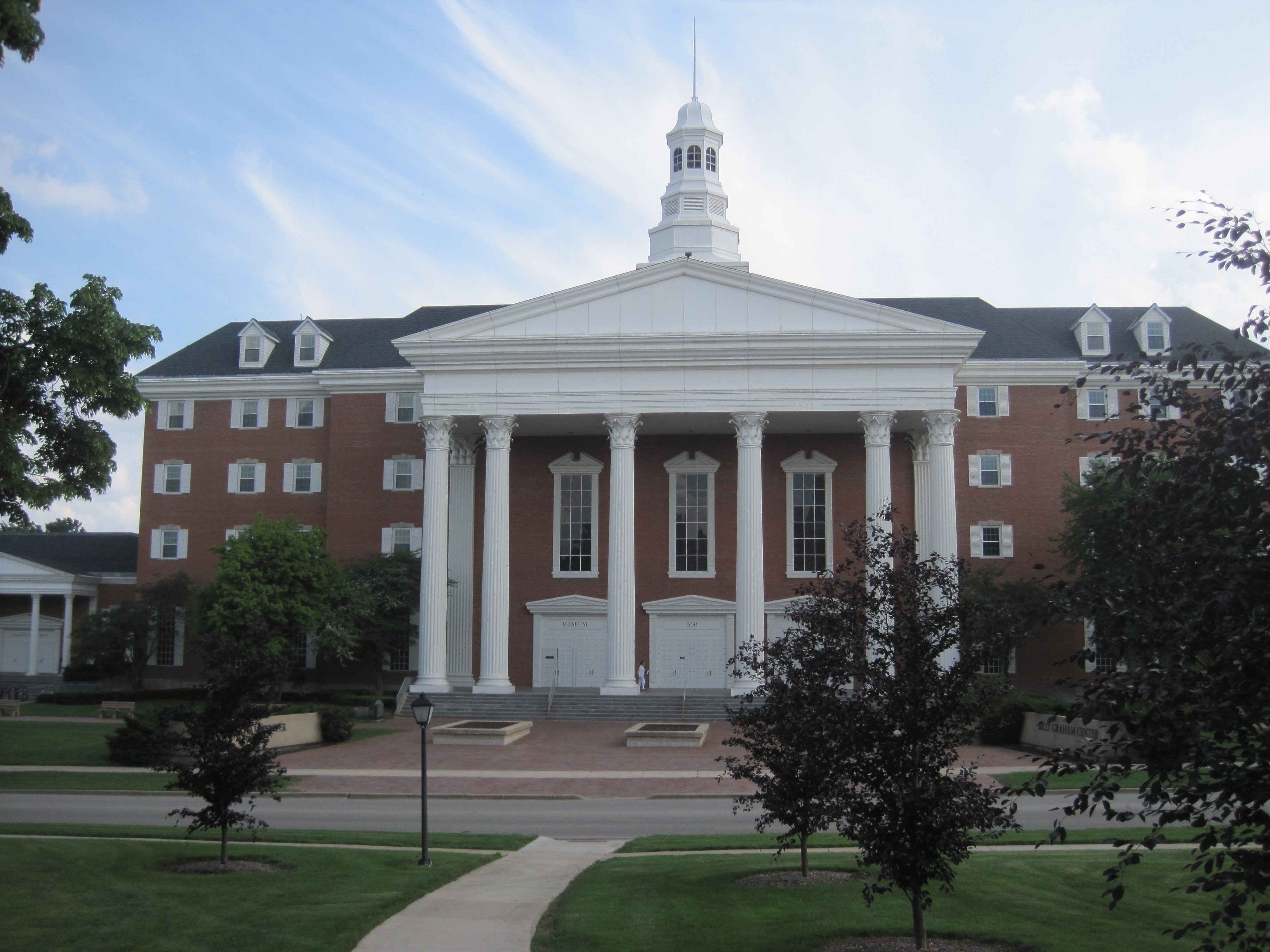
Billy Graham Center
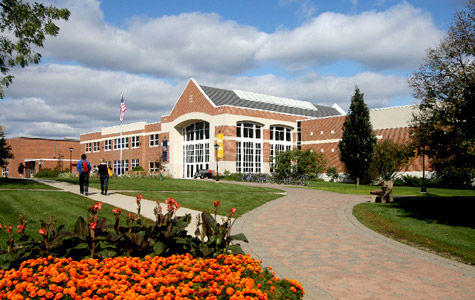
Student Recreation Center

## Liens
- (en) Site officiel